# Słoweński Szlak Górski
Słoweński Szlak Górski (SPP, słoweń. Slovenska planinska pot lub Transverzala) – szlak górski z Mariboru do Ankaranu. Rozciąga się przez większość słoweńskiego świata górskiego. Słoweński Szlak Górski był pierwszym długodystansowym szlakiem w Alpach. Na jego wzór zaczęto tworzyć podobne także w innych alpejskich regionach.

## Historia
Na pomysł połączenia pagórkowatych i górskich obszarów Słowenii wpadł prof. Ivan Šumljak (1899–1984) w 1950 roku. Pierwotnym pomysłem był szlak okrężny, który zaczynałby się i kończył w Mariborze. Jednak Komisja ds. Szlaku Słoweńskiego Związku Górskiego (Planinska zveza Slovenije, PSZ) zmieniła tę propozycję i szlak od Postojnej skierowała dalej w stronę morza. Transverzala była w większości oparta na istniejących szlakach znakowanych, na krótszych odcinkach oznaczyli ją na nowo odpowiedni znakarze. Otwarta została 1 sierpnia 1953 i miała 80 punktów kontrolnych.
Pierwszy przewodnik po słoweńskiej Transverzali opublikowano w 1958 roku. Doczekał się kilku redakcji i wznowień. Do 1993 – 80 punktów kontrolnych, od 1993 – 2003: 69 punktów (w 2001 jeden punkt został zmieniony), od 2003 – 2011 71 punktów kontrolnych, od 2011 do 2013 zaś 75 punktów kontrolnych. Długość w terenie (ta, która jest zwyczajowo podawana jako długość SPP) wynosi 599 km, suma podejść wynosi 45,2 km i zejść 45,5 km. Przy szlaku jest 58 schronisk górskich, także dwa muzea (Słoweńskie Muzeum Górskie w Mojstranie i Szpital Franja) i Jaskinie Szkocjańskie, które są na liście UNESCO.
Ostatnia zmiana miały miejsce w 1991 roku, kiedy zarząd SZG zadecydował o zmianie nazwy na Słoweński Szlak Górski, w związku z czym uzupełniono i wydano w 1994 roku przewodnik, służący pomocą piechurom w przygotowaniu trasy i orientacji na szlaku. Ostatni raz został wydany w 2012.
Przez wszystkie lata Słoweński Szlak Górski pokonało około 9500 turystów.
Słoweński Szlak Górski ma także swoją rozszerzoną wersję, który ma obecnie 35 punktów kontrolnych w całej Słowenii.

## Przebieg szlaku
Słoweński Szlak Górski zaczyna się w Mariborze, Ankaranie lub w wybranym przez piechura punkcie. Uczestnik trasy prowadzi dziennik podróży, w którym są przybijane specjalne pieczęcie poświęcone tylko temu szlakowi. Uzyskuje się je w schroniskach, wraz z podpisem gospodarza obiektu i datą na specjalną prośbę oraz za okazaniem karty górskiej. Na szczytach, do dziennika przybija się pieczęć szczytu. Wizyty w punktach przystankowych rejestruje się w księgach wpisów. W przypadku braku możliwości uzyskania pieczęci na szczycie, za dokument służy fotografia, podpis przewodnika górskiego (w razie zorganizowanej wycieczki) albo inne świadectwa. Przebycie Słoweńskiego Szlaku Górskiego nie jest ograniczone czasowo.
Słoweński Szlak Górski składa się zarówno z łatwych, jak i trudnych odcinków, o czym ostrzega przewodnik.
Poniższa lista przedstawia punkty na szlaku, ich wysokość n.p.m. oraz czas przejścia z poprzedniego punktu. Pojęcia w języku słoweńskim: koča – dom, chata, schronisko górskie; zavetišče – schron.

### Pohorjei część północno-wschodnia
- Mariborska koča (1068 m, 3 h z Mariboru)
- Ruška koča pri Arehu (1246 m, 1 h)
- Šumik (pri Bajgotu) (1030 m, 1 h 45')
- Koča na Klopnem vrhu (1280 m, 1 h 30')
- Koča na Pesku (1386 m, 2 h)
- Lovrenška jezera (1520 m, 1 h 30')
- Ribniška koča (1507 m, 1 h)
- Črni vrh (1543 m, 45')
- Grmovškov dom pod Veliko Kopo (1371 m, 1 h 30')
- Velika Kopa (1541 m, 30')
- Koča pod Kremžarjevim vrhom (1102 m, 3 h 25')
- Slovenj Gradec (430 m, 1 h 30')
- Poštarski dom pod Plešivcem (805 m, 2 h)
- Dom na Uršlji gori (1670 m, 2 h 30')
- Andrejev dom na Slemenu (1096 m, 2 h 15')

### Alpy Kamińsko-Sawińskie

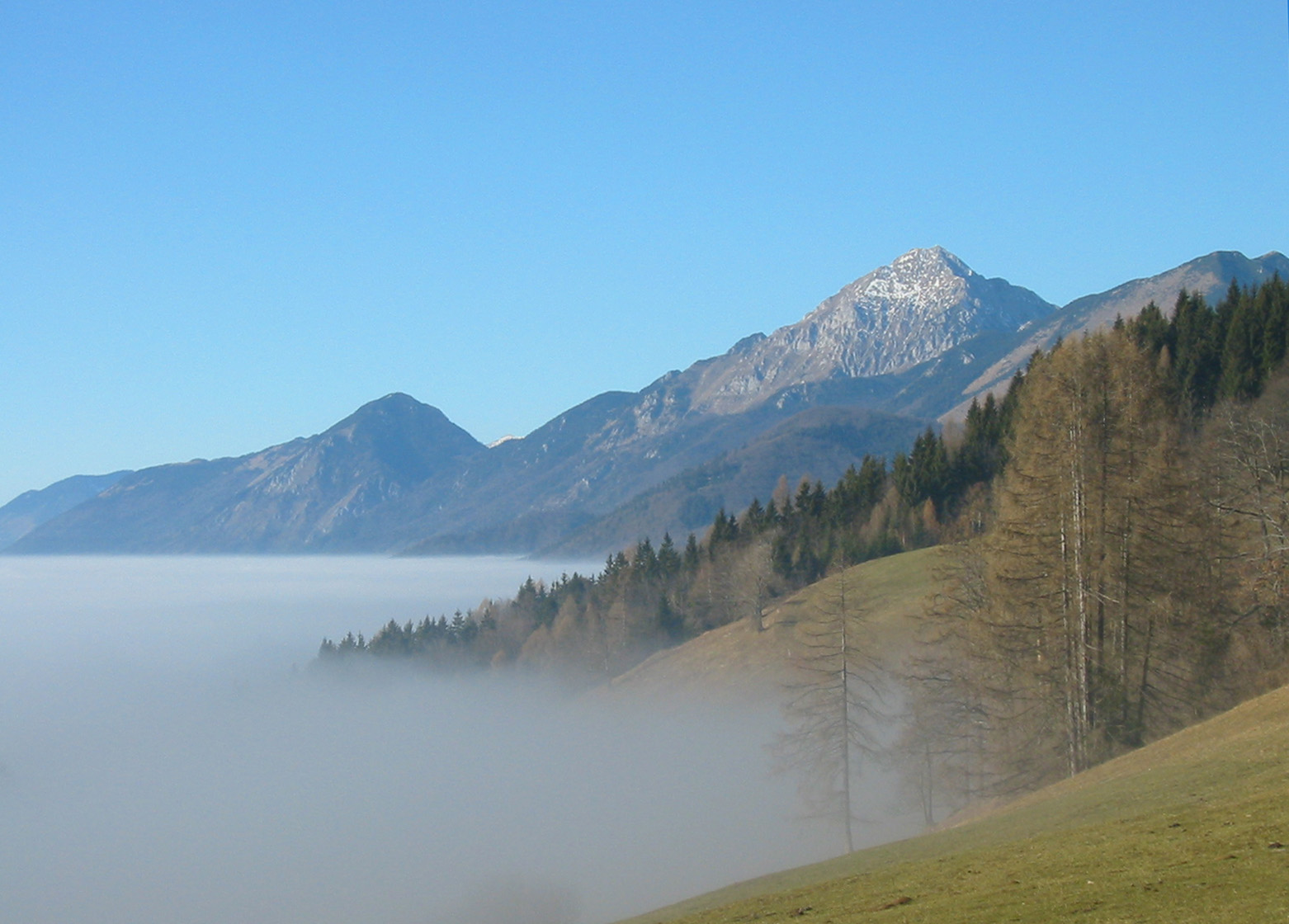
Alpy Kamińsko-Sawińskie. Najwyższym szczytem na zdjęciu jest Storžič. Widok ze Sv. Ambroža pod Krvavcem.

- Dom na Smrekovcu (1377 m, 2 h 15')
- Koča na Travniku (1548 m, 2 h 45')
- Koča na Loki pod Raduho (1520 m, 2 h 30')
- Raduha (2062 m, 1 h 30')
- Koča v Grohatu pod Raduho (1460 m, 1 h30')
- zajazd Rogovilc – Robanov Kot (610 m, 2 h 30')
- Kocbekov dom na Korošici (1808 m, 4 h 30')
- Ojstrica (2350 m, 1 h 30')
- Koča na Kamniškem sedlu (1864 m, 4 h)
- Turska gora (2251 m, 2 h)
- Skuta (2532 m, 2 h 30')
- Cojzova koča na Kokrskem sedlu (1793 m, 3 h 5')
- Grintovec (2558 m, 2 h)
- Jezerska Kočna (2540 m, 1 h 45')
- Češka koča (Czeskie schronisko) na Spodnjih Ravneh (1543 m, 1 h 30')
- Jezersko (880 m, 1 h 30')
- Dom Kokrskega odreda na Kališču (1534 m, 4 h 30')
- Storžič (2132 m, 1 h 30')
- Dom pod Storžičem (1123 m, 2 h 45')
- Tolsti vrh (1715 m, 2 h)
- Koča na Kriški gori (1471 m, 1 h)
- Tržič (515 m, 2 h)
- Koča na Dobrči (1478 m, 3 h)
- Preval (1311 m, 2 h)

### Karawanki
- Begunjščica (2060 m, 2 h)

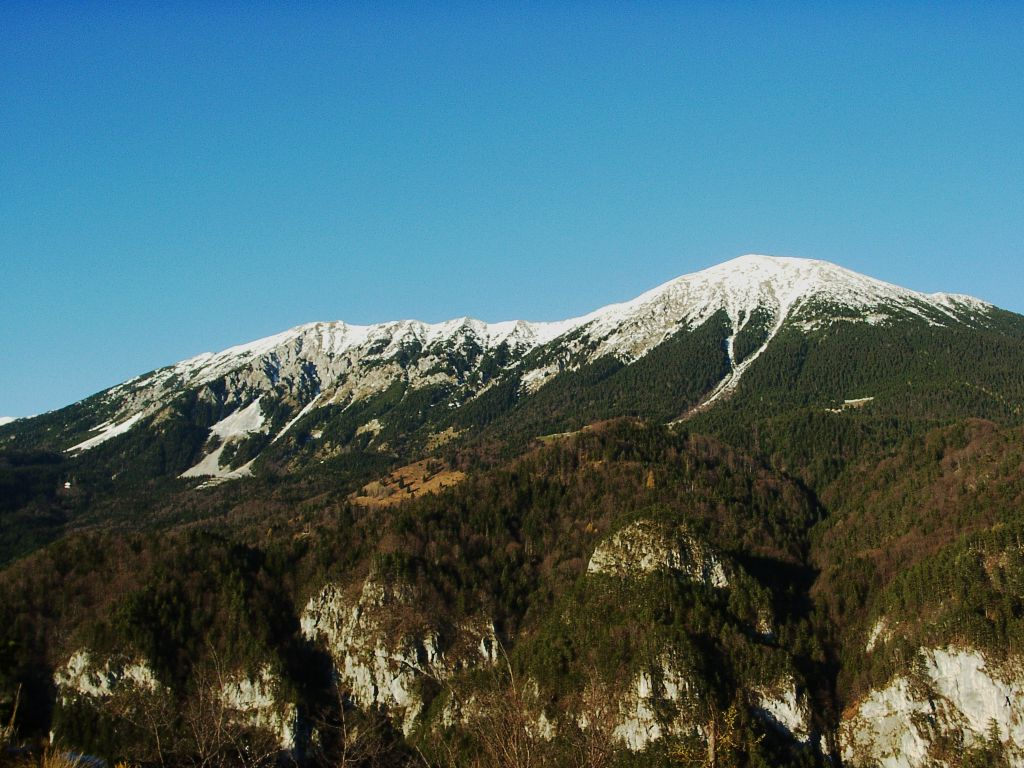
Stol (po lewej Potoški stol, po prawej mały szczyt Stola)

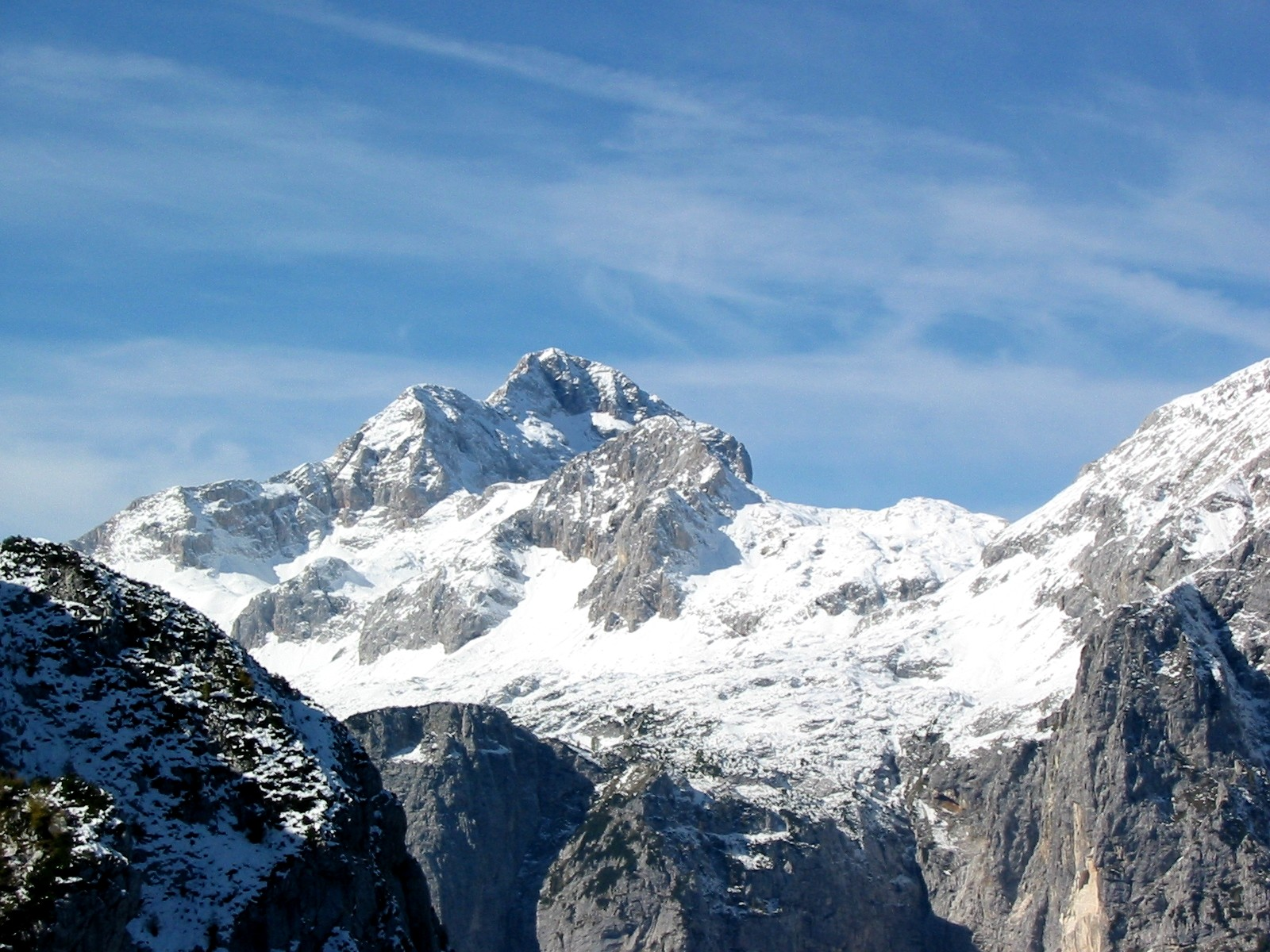
Triglav z Debelej peči

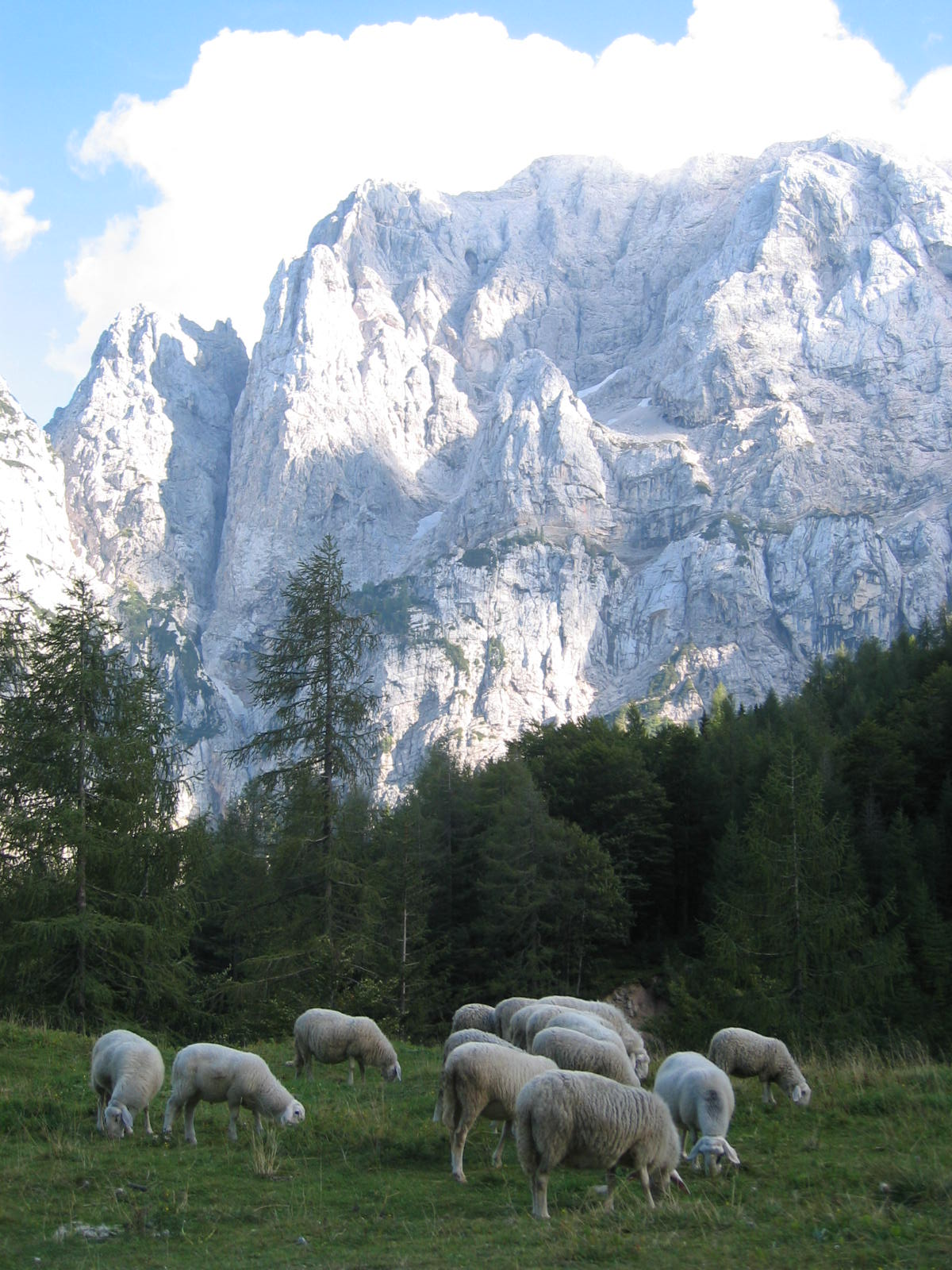
Prisojnik, widok z okolicy Erjavčevej kočy na Vršiču

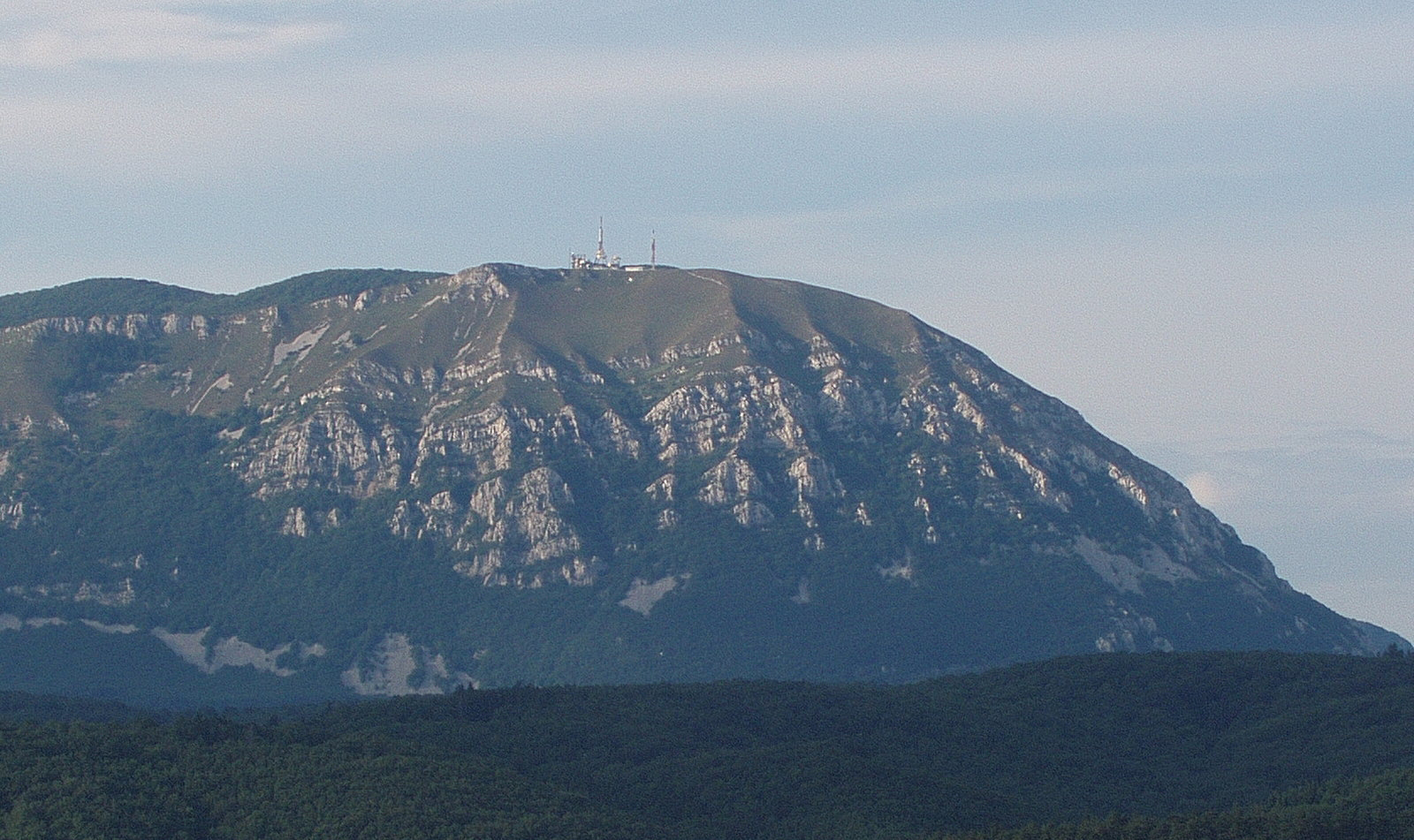
Nanos

- Roblekov dom na Begunjščici (1657 m, 45')
- Planinski dom na Zelenici (1536 m, 1 h 30')
- Prešernova koča na Stolu (2174 m, 3 h 15')
- Koča na Golici (1582 m, 4 h 50')
- Golica (1836 m, 45')

### Alpy Julijskie
- Slovenski planinski muzej (Słoweńskie Muzeum Górskie, 641 m, 6 h 15')
- Mojstrana (641 m, 50')
- Aljažev dom v Vratih (1015 m, 1 h 30')
- Dom Valentina Staniča pod Triglavom (2332 m, 4 h 45')
- Triglavski dom na Kredarici (2515 m, 1 h)
- Triglav (2864 m, 1 h 20')
- Dom Planika pod Triglavom (2404 m, 1 h 30')
- Tržaška koča na Doliču (2151 m, 2 h)
- Luknja (1758 m, 3 h)
- Bovški Gamsovec (2392 m, 2 h)
- Pogačnikov dom na Kriških podih (2052 m, 1 h 30')
- Razor (2601 m, 1 h 45')
- Prisojnik (2547 m, 5 h 30')
- Vršič – Poštarski dom (1688 m, 3 h), Tičarjev dom (1620 m), bądź Erjavčeva koča (1515 m)
- Zavetišče pod Špičkom (2064 m, 4 h)
- Jalovec (2645 m, 2 h 30')
- Koča pri izviru Soče (Schronisko przy źródle Soczy, 886 m, 5 h 30')
- na Logu v Trenti (620 m, 2 h 30')
- Zasavska koča na Prehodavcih (2071 m, 4 h)
- Koča przy Triglavskih jezerih (1685 m, 2 h)
- Komna – Dom na Komni (1520 m, 2 h 30')
- Koča pod Bogatinom (1513 m, 15')
- Planinski dom przy Krnskih jezerih (1385 m, 2 h 30')
- Gomiščkovo zavetišče na Krnu (2182 m, 3 h)
- Koča na planini Razor (1315 m, 1 h 30')
- Vogel (1922 m, 2 h)
- Rodica (1966 m, 3 h)
- Dom Zorka Jelinčiča na Črni prsti (1835 m, 3 h)
- Petrovo Brdo (803 m, 6 h)
- Dom Andreja Žvana-Borisa na Poreznu (1590 m, 2 h 30')
- Partizanska Bolnica Franja (Szpital Partyzancki Franja, 536 m, 3 h)

### Część południowo-zachodnia
- Planinska koča na Ermanovcu (964 m, 3 h 30')
- Bevkov vrh (1051 m, 2 h 30')
- Sivka – Mrzli vrh (1008 m, 2 h 30')
- Idrija (325 m, 2 h 30')
- Koča na Hleviški planini (818 m, 1 h 30')
- Vojsko (1077 m, 3 h)
- Mali Golak (1495 m, 4 h 20')
- Iztokova koča pod Golaki (1260 m, 40')
- Koča Antona Bavčerja na Čavnu (1242 m, 2 h 30')
- Sinji vrh (1002 m, 4 h 10')
- Col (619 m, 3 h 5')
- Pirnatova koča na Javorniku (1156 m, 2 h 30')
- Podkraj (797 m, 2 h)
- Furlanovo zavetišče pri Abramu (900 m, 2 h 30')
- Vojkova koča na Nanosu (1201 m, 2 h)
- Razdrto (577 m, 2 h)
- Senožeče (580 m, 2 h 15')
- Vremščica (1026 m, 1 h 30');
- Matavun – Škocjanske jame (393 m, 3 h)
- Artviže (817 m, 2 h 30')
- Markovščina (567 m, 1 h 15')
- Tumova koča na Slavniku (1028 m, 3 h 30')
- Prešnica (480 m, 1 h 30')
- Socerb (389 m, 2 h 15')
- Tinjan (374 m, 2 h 30')
- Ankaran (19 m, 2 h 30')

Razem 243 h

### Stare punkty
- Frischaufov dom na Okrešlju (1396 m), do przewodnika Slovenska planinska pot znów włączony w wydaniu 2011.
- Kranjska koča na Ledinah (1700 m), do przewodnika Slovenska planinska pot znów włączony w wydaniu 2011.
- Koroška Rinka (Križ) (2433 m), do przewodnika Slovenska planinska pot znów włączony w wydaniu 2011.
- Valvasorjev dom pod Stolom (1180 m)
- Dom Pristava v Javorniškem rovtu (930 m)
- Dom pod Golico (933 m)
- Planinski dom »Rudar« na Vojskem (1080 m)
- Predjama (503 m)
- Sveta Trojica (1106 m)